# Torkamanchai
Torkamanchai (Perzisch: ترکمنچای; Azerbeidzjaans: Türkmənçay) of Torkaman is een plaats in Iran in de provincie Oost-Azerbeidzjan. Het is een voorstad van Mianeh en heeft ongeveer 9000 inwoners.
De plaats is vooral bekend van het Verdrag van Torkamanchai uit 1828, dat er na de laatste Russisch-Perzische Oorlog getekend werd.